# Roya Hakakian

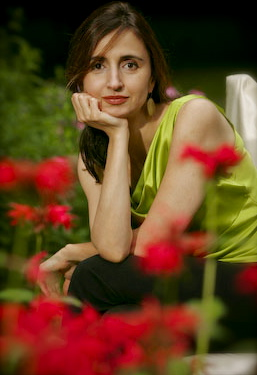
Roya Hakakian

Roya Hakakian (* 1966) ist eine iranisch-US-amerikanische Autorin und Regisseurin.

## Leben und Werk
1984 verließ Hakakian Teheran mit ihrer Familie und ging in die USA. Dort lebt sie nun als Dichterin (For a Sake of Water) und Journalistin (NPR’s Weekend Edition) sowie als Dokumentarfilmerin. Ihr Kurzfilm Bewaffnet und Unschuldig (engl. Armed and Innocent) ist ein Film über die Verwicklungen von Kindersoldaten in Kriegen überall auf der Welt.
Ihre Erinnerungen über das Aufwachsen als jüdischer Teenager im nachrevolutionären Iran unter Ruhollah Chomeini hat sie unter dem Titel Journey from the Land of No herausgebracht.
Sie ist ebenfalls ein Gründungsmitglied des Iran Human Rights Documentation Centers.

## Werke (Auswahl)
Aufsätze
- Spook story. What really happened to Mossadeq? In. World affairs, Bd. 178 (2010), Heft 2, S. 98 ff.
- When eyes get averted. The consequences of misplaced reporting. In: Nieman Reports, Bd. 63 (2009), Heft 2, S. 14 ff.
- Mein Land, mein Volk. Aus dem Englischen von Tobias Dürr. In: Die Zeit Nr. 16 / 2012, S. 5.

Bücher
- Bitterer Frühling. Meine Jugend im Iran der Revolutionszeit („Journey from the land of No“). Goldmann, München 2009, ISBN 978-3-442-15573-6.
- Assassins of the Turquoise Palace. Grove/Atlantic, Inc., New York 2011, ISBN 978-0-8021-1911-7

| Personendaten    | Personendaten             |
| ---------------- | ------------------------- |
| NAME             | Hakakian, Roya            |
| KURZBESCHREIBUNG | jüdisch-iranische Autorin |
| GEBURTSDATUM     | 1966                      |